# Ekvivalensprincipen

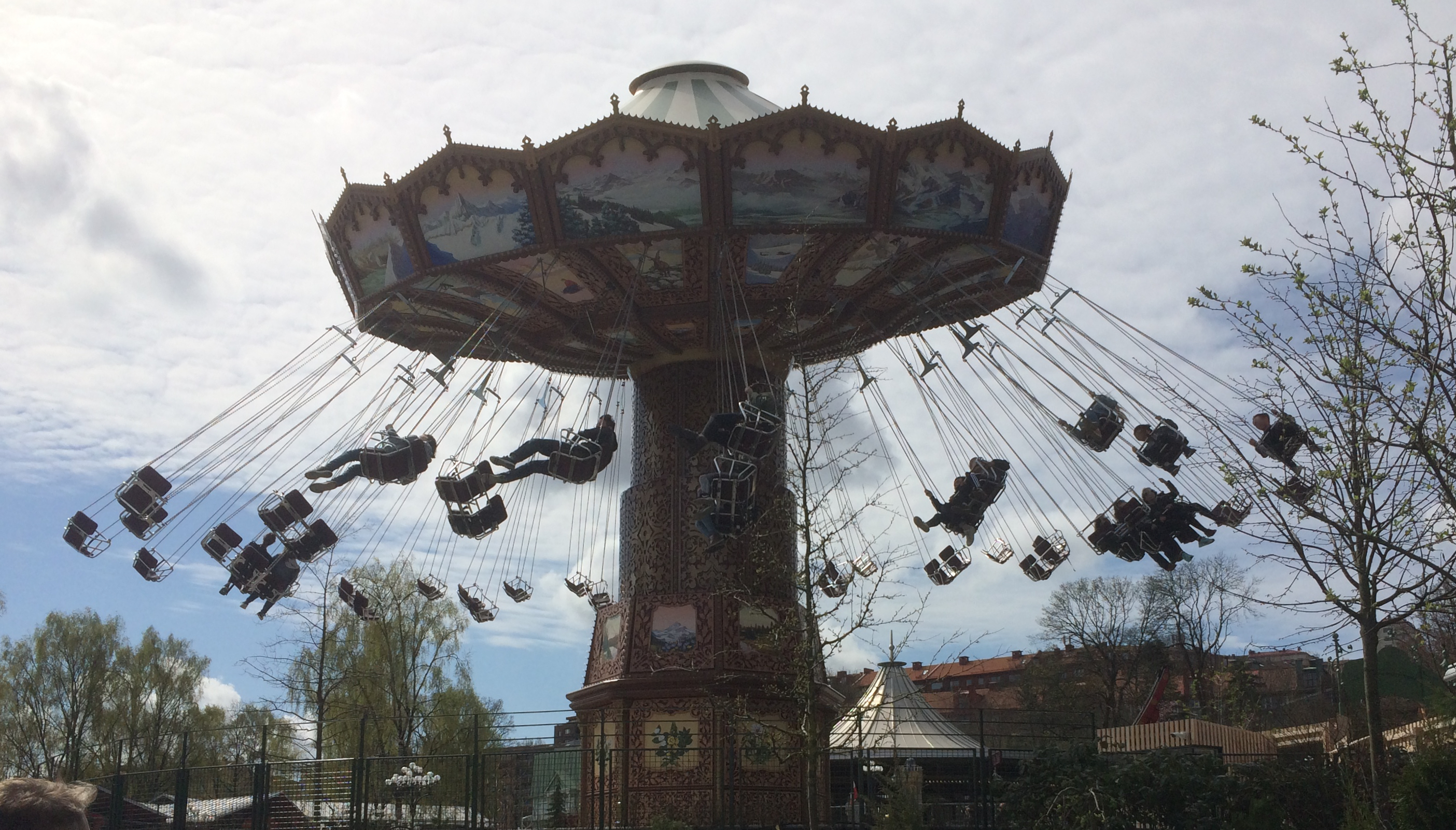
Slänggungan, Liseberg.

Ekvivalensprincipen gäller ekvivalensen, ungefär likvärdigheten, mellan gravitation och acceleration. Tyngdkraften på en kropp beror på dess massa, kallad tunga massan, och gravitationen, tyngdaccelerationen, g, medan den kraft som behövs för att accelerera en kropp beror på den tröga massan enligt Newtons andra lag F=ma, kraften är lika med produkten av massan och accelerationen. En konsekvens av detta är att alla föremål som bara påverkas av tyngdkraften får accelerationen g.
Den grekiska filosofen Aristoteles menade att kroppars fallhastighet beror på deras vikt. Galileo Galilei gjorde en uppmärksammad förevisning från det lutande tornet i Pisa, där han släppte två olika stora järnkulor och visade att de landade samtidigt. Den grekiska filosofen Johannes Philoponos hade då redan på 500-talet ifrågasatt Aristoteles teori. Experimentet är även vanligt i skolorna när luft pumpas ur ett rör och en fjäder och sten faller tillsammans, och i samband med månlandningen under Apollo 15-färden år 1971 visade astronauten David Scott hur en hammare och en falkfjäder föll lika snabbt och landade samtidigt på månens yta; eftersom månen inte har någon atmosfär finns inte heller något luftmotstånd.
Andra konsekvenser av ekvivalensen mellan tung och trög massa är att en pendels svängningstid är oberoende av pendelns massa och att alla gungor i Slänggungan som är upphängda på samma avstånd från centrum hänger i samma vinkel, oavsett om de är tomma eller om det sitter någon i gungan. Ekvivalensprincipen leder också till att fritt fall upplevs som tyngdlöshet.
För att testa ekvivalensprincipen har många forskargrupper genom tiderna undersökt överensstämmelsen mellan tung och trög massa och satt allt lägre gränser för möjliga avvikelser. Så kallade torsionsvågar har använts vid några av de noggrannaste testerna, till exempel de som genomförs inom forskningsprojektet Eöt-Wash. Andra experiment genomförs i omloppsbana runt jorden, till exempel i projektet STEP - Satellite Test of the Equivalence Principle, ungefär "Ekvivalensprincipen testad i satelliter".
Att alla kroppar accelererar på samma sätt beskrivs ibland som universaliteten hos fritt fall, UFF, och kallas den svaga ekvivalensprincipen. Einstein utvidgade principen till att gälla även ljus i den starka ekvivalensprincipen som ligger till grund för den allmänna relativitetsteorin. Kapitel 20 i Einsteins bok om den speciella och allmänna relativitetsteorin diskuterar "Likheten mellan trög och tung massa som ett argument för det allmänna relativitetspostulatet".